# Theodore Hill

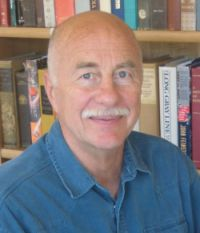
Theodore Hill (2010)

Theodore Preston „Ted“ Hill (* 28. Dezember 1943 in Flatbush) ist ein US-amerikanischer Mathematiker.
Nach Studien der Ingenieurwissenschaft an der United States Military Academy in West Point, Wirtschaftsmathematik (Operations Research) an der Stanford University und Mathematik an der University of California, Berkeley wurde er 1977 in Berkeley zum Ph.D. in Mathematik promoviert. Anschließend bis zu seiner Emeritierung 2003 war er als Mathematikprofessor am Georgia Institute of Technology tätig. Daneben hatte er Gastprofessuren in Amerika und Europa inne, unter anderem auch an der Universität Göttingen im Wintersemester 1988/89.
Schwerpunkt seiner wissenschaftlichen Tätigkeit sind Optimierungsprobleme. Außerdem war er maßgeblich an der Weiterentwicklung des Benfordschen Gesetzes beteiligt, um es zur Aufdeckung von Wirtschaftskriminalität, wie Betrug und Unterschlagung in Unternehmen und Steuerhinterziehung nutzbar zu machen.
Ein gemeinsam mit Sergei Lwowitsch Tabatschnikow für das New York Journal of Mathematics verfasster Beitrag zu geschlechtsspezifischen Unterschieden in der Streuung von Intelligenzquotienten wurde gleich zwei Mal vor der Veröffentlichung zurückgezogen.